# 薩魯米亞

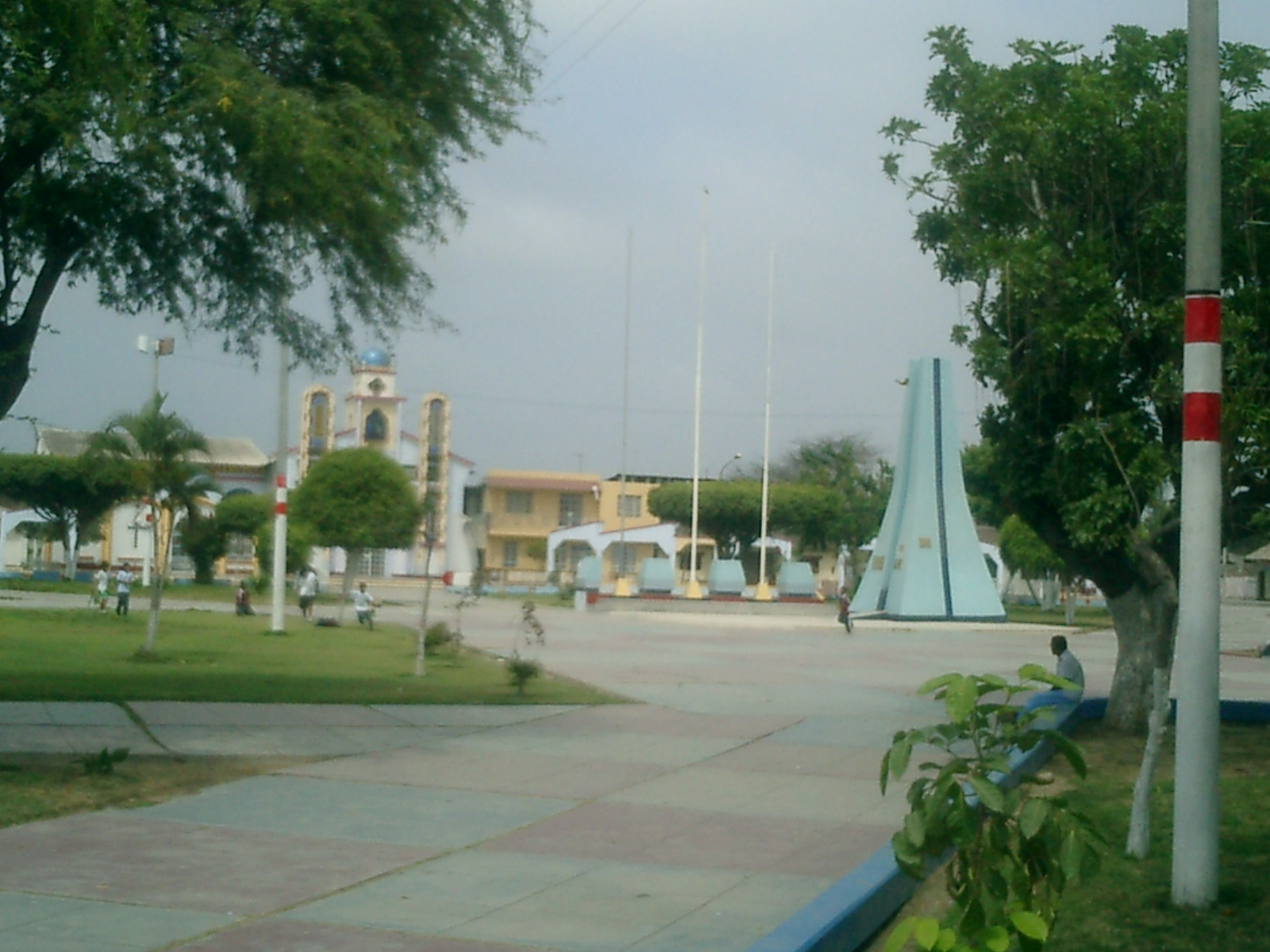

薩魯米亞（西班牙語：Zarumilla），是秘魯的城鎮，位於該國西北部通貝斯大區，是薩魯米亞省的首府，距離通貝斯25公里，始建於1871年1月12日，海拔高度11米，面積113.25平方公里。
3°30′05″S 80°16′20″W / 3.5014°S 80.2722°W